# Joanne Tseng
Joanne Tseng Chih-chiao, née le 17 novembre 1988 à Jianshi à Taïwan, est une actrice et présentatrice taïwanaise,.

## Biographie
Tseng est diplômée de l'université nationale des arts de Taïwan avec un diplôme d'art dramatique et de théâtre. Elle joue du piano, de la flûte et du violon. Elle annonce son mariage avec le chanteur taïwanais Calvin Chen le 23 janvier 2020.

## Carrière
En 2002, Tseng et Esther Liu ont formé un duo Mandopop appelé Sweety, et ils ont fait leurs débuts en 2003. Tseng et Liu n'avaient que 14 ans lorsqu'ils ont fait leurs débuts. Sweety a été actif de 2003 à 2006 et le duo a sorti 3 albums studio et 2 bandes sonores, mais le groupe est en pause depuis 2007 car Liu a commencé ses études à Paris et Tseng s'est concentrée sur sa carrière solo.
Outre le chant, les deux membres ont également joué dans des films et des séries télévisées. Depuis qu'il est devenu soliste, Tseng est apparu et a joué dans de nombreuses séries télévisées à Taiwan et en Chine continentale. Elle est actuellement sous contrat avec HIM International Music. En 2017, Tseng a relancé sa carrière de chanteuse en publiant son premier clip solo, onze ans après que Sweety a sorti son dernier album.